# Ștefan Nădășan
Ștefan Nădășan (n. 19 august 1901, Timișoara, Austro-Ungaria – d. 23 septembrie 1967, Timișoara, România) a fost un inginer electromecanic român. Este întemeietorul școlii românești de încercarea materialelor. A contribuit la îmbunătățirea fontelor și a adus importante inovații în sudura metalelor. Membru titular al Academiei Române.
Cariera didactică și-a realizat-o la Universitatea Politehnica Timișoara, Facultatea de Mecanică.

## Distincții
- Ordinul Muncii clasa a II-a (31 mai 1957) „pentru merite deosebite în muncă, cu ocazia celui de al II-lea Congres al Asociației Științifice a Inginerilor și Tehnicienilor din Republica Populară Romînă”[2]
- Ordinul „Meritul Științific” clasa a II-a (26 septembrie 1966) „pentru merite deosebite în activitatea științifică, cu prilejul Centenarului Academiei Republicii Socialiste România”[3]